# Wachtelastrild
Der Wachtelastrild (Ortygospiza atricollis) ist eine afrikanische Art aus der Familie der Prachtfinken (Erstrildidae). Er ist ein ausgesprochener Bodenvogel, der sich nur selten wie andere Prachtfinken auf Zweige oder Grashalme setzt. Wie sein Name andeutet, bewegt er sich meist wachtelartig laufend, gelegentlich auch hüpfend zwischen Grasbüscheln fort.

## Beschreibung
Der Wachtelastrild wird bis zu zehn Zentimeter groß. Die Geschlechter sind sich recht ähnlich, aber gut zu unterscheiden. Die Flügellänge liegt zwischen 47 und 58 mm, der Schwanz misst 25–31 mm.
Die Gesichtsregion bis um das Auge herum ist beim Männchen schwarz, das Kinn zeigt einen weißen Fleck direkt unter dem Schnabel. Dieser ist kurz, aber kräftig und purpurrot gefärbt. Scheitel, Nacken, Ohrdecken und Halsseiten sind graubraun. Rücken, Schulterfedern, Armdecken und Bürzel sind braungrau bis schokoladenbraun mit einem grauen Anflug vor allem im frisch vermauserten Gefieder. Die mittleren und großen Armdecken sind beige gesäumt, die Schwungfedern dunkelbraun mit blassen Säumen. Die Steuerfedern sind schwärzlich, die äußeren weisen verschieden weit ausgedehnte weiße Endflecken auf.  Der Schwanz wirkt hinten gerade abgeschnitten. Vorderbrust und Flanken sind fein schwarz-weiß quergebändert. Auf der Brust findet sich manchmal bereits ein bräunlicher Anflug, die Bauchmitte ist lebhaft kastanien- bis fuchsbraun. Diese Färbung läuft zum Hinterleib hin in Beige aus und ist auf den Unterschwanzdecken zudem mit einer feinen, braunen Streifung versehen. Die Beine sind hellbraun bis fleischfarben.
Das Weibchen ist insgesamt blasser und heller, ihm fehlt die schwarze Gesichtspartie – der gesamte Kopf ist grau. Der Oberschnabel ist dunkelbraun, der Unterschnabel orange bis orangerot.
Das Jugendkleid ähnelt dem des Weibchens. Brauntöne überwiegen dabei deutlich. Im Bereich der Brust fehlt die typische Querbänderung, zu den hinteren Flanken hin ist sie verwaschen ausgeprägt.
Manche Unterarten sind oberseits fast schwarz, andere weisen eine weiße „Brillenzeichnung“ oder einen ausgeprägteren, weißen Kinnfleck auf.

## Verbreitung
Der Wachtelastrild ist in Afrika südlich der Sahara heimisch, wobei die Regenwaldregion eine umfangreiche Verbreitungslücke darstellt. Das westliche Teilareal reicht dabei vom Senegal bis in den Süden des Sudans, das ostafrikanische Vorkommen reicht vom zentralen Äthiopien südwärts bis Südafrika und südlich des Kongobeckens westwärts bis Angola.

## Lebensraum
Die Art bewohnt meist trockene, baumlose Savannen- und Steppengebiete mit üppigem Graswuchs. Er kommt aber auch auf den fast baumlosen Grasflächen des südafrikanischen Hochvelds vor. Dort, wo er in feuchterem Gelände vorkommt, darf der Graswuchs nicht zu hoch sein. Er kommt vom Flachland bis in Höhenlagen von bis zu 2.000 Metern vor.

## Lebensweise

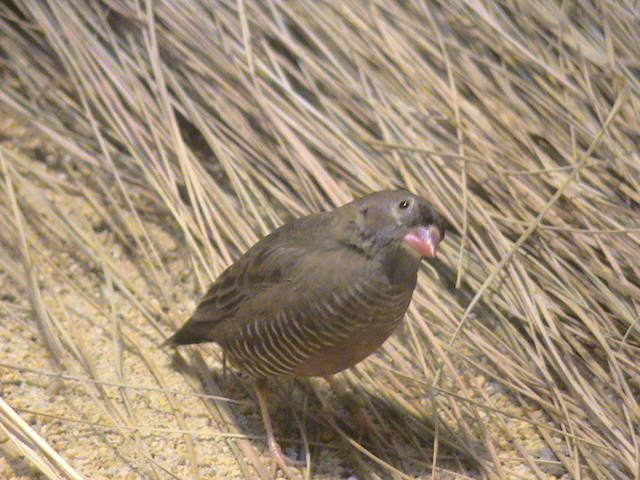
Weibchen des Wachtelastrilds

Wachtelastrilde leben paarweise oder in Gruppen zwischen vier und dreißig Vögeln. Werden Gruppen aufgescheucht, fliegen sie nicht in dichtem Schwarm auf, sondern ein Vogel nach dem anderen. Sie können fast senkrecht auffliegen und gewinnen dabei schnell an Höhe.
Der Wachtelastrild ernährt sich überwiegend von Sämereien und daneben auch von Insekten. Agrarflächen und offenes Grasland sind beliebte Futterplätze. Wie andere Wachtelastrilde zeigen sie viele Verhaltensweisen, die an eine Anpassung auf dem Leben auf dem Boden zu interpretieren sind. Gemeinsam mit den Heuschreckenastrilden sind sie die einzigen Prachtfinken, die nahezu hühnerartig zu laufen vermögen. Alle anderen Arten zeigen eine hüpfende Fortbewegung. Eine weitere Besonderheit ist, dass sie zur Kotabgabe zunächst einige Schritte zurücktrippeln, dann ihren Kot absetzen und dann wieder vorwärts laufen. Dies ist eine Verhaltensweise, die sich bei anderen Arten nur bei Jungvögeln findet. Welche Bedeutung dieses Verhalten bei Wachtelastrilden hat, ist bislang nicht geklärt.
Die Paarungszeit variiert abhängig vom Verbreitungsgebiet, fällt aber gewöhnlich auf das Ende der Regenzeit und in die Trockenzeit. In Südafrika brüten die Art in der zweiten Hälfte des südlichen Sommers und im Herbst, so dass ihre Brutzeit in den Zeitraum Dezember bis Juni fällt. In Kenia liegt diese dagegen zwischen April und August und im Januar.
Der Balzgesang des Männchens ist ein leises Geplauder bei lebhaft bewegtem Schnabel und stark bewegter Kehle. Die kugelartigen Nester werden mitten im Gras gebaut. Sie liegen häufig ein wenig versteckt in Bodenvertiefungen. Oft finden sich Nester in größerer Nähe zueinander. Das Nest besteht aus Gräsern und Fasern und wird mit kleinen Federn ausgepolstert. Manchmal werden auch die ausgedienten Nester von anderen Vogelartigen benutzt. Das Gelege umfasst drei bis sechs Eier, die von beiden Elternteilen bebrütet werden. Die Jungvögel schlüpfen nach 12 bis 14 Tagen. Nach 18 bis 20 Tagen sind die Jungvögel voll befiedert und flügge.

## Haltung
Der Wachtelastrild wurde zu Beginn der 1970er Jahre in England eingeführt. Die ersten Wachtelastrilde gelangten über den Tierimporteur Fockelmann 1874 auch nach Deutschland. Sie sind mittlerweile regelmäßig im Handel, wenn auch die Stückzahl gering ist. Die Nachzucht gelingt bei wenigen Haltern regelmäßig und Zuchterfolge über mehrere Generationen sind bislang eine Ausnahme.

## Unterarten
- Ortygospiza atricollis atricollis (Vieillot, 1817)
- O. a. ansorgei Ogilvie-Grant, 1910
- O. a. ugandae Someren, 1921
- O. a. fuscocrissa Heuglin, 1863 (wird bisweilen als eigene Art O. fuscocrissa angesehen)
- O. a. muelleri Zedlitz, 1911
- O. a. smithersi Benson, 1955
- O. a. pallida Roberts, 1932

## Belege

### Einzelbelege
1. ↑   Nicolai et al., S. 301
2. ↑   Nicolai et al., S. 304
3. ↑   Nicolai et al., S. 304
4. ↑   Nicolai et al., S. 304